# Płaszczowiny reglowe
Płaszczowiny reglowe – płaszczowiny, z których zbudowane są północne zbocza Tatr. Zalegają na płaszczowinach wierchowych. Na nich z kolei zalegają osady eoceńskie – zlepieńce, wapienie numulitowe oraz flisz podhalański.
Płaszczowiny reglowe dzielą się na mniejsze jednostki. Są to:
- płaszczowina kriżniańska,
- płaszczowina choczańska,
- płaszczowina strażowska.

Tworzą pas wychodni wzdłuż północnego brzegu Tatr Zachodnich i Wysokich oraz obejmują prawie całe Tatry Bielskie. Ponieważ północne stoki Tatr w gwarze podhalańskiej nazywane są reglami, stąd nazwa – płaszczowiny reglowe.
Serie reglowe składają się z osadów triasu, jury i kredy, przy czym poszczególne piętra są różnie wykształcone w różnych jednostkach.